# Shanta Shelke
Shanta Janardan Shelke (devánagari: शांता शेळके, Indapur, Pune, 19 de octubre de 1922- 6 de junio de 2002) periodista, profesora, traductora, compositora y escritora india en marathi.
Estudió en el Sir Parshurambhau College de Pune y se licenció en sánscrito y maratí en la Universidad de Bombay. Durante este tiempo, ganó además los premios Na. Chi. Kelkar y Chiplunkar.
Pasó 5 años trabajando como editora asistente de la publicación semanal Navyug de Acharya Atre. Y más tarde en la universidad Hislop como profesora en Nagpur. Se retiró después de un largo servicio en el Dayanand College, Bombay y se estableció en Pune, murió de cácer en 2002.
Como escritora trabajó de columnista para varias publicaciones y contribuyó a la literatura maratí con poemas, cuentos, novelas, etc. Además ayudó a traducirse al inglés y tradujo obras como Little Women al maratí.

## Literatura lalit
- Anandache Jhad (आनंदाचे झाड)
- Pavsaadhicha Paus (पावसाआधीचा पाउस)
- Sansmarane (संस्मरणे)
- DhoolPati (धूळपाटी)
- Avad Nivad (आवड निवड)
- Vadildhari Manase (वडीलधारी माणसे)

## Colecciones de cuentos
- Anubandh (अनुबंध)
- Kachkamal (काचकमळ)
- Kaveri (कावेरी)
- Jahaj (जहाज)
- Gulmohar (गुलमोहर)
- Premika (प्रेमिका)
- Mukta (मुक्ता)
- Savashna (सवाष्ण)

## Novelas
- Odh (ओढ)
- Dharma (धर्म)
- Punarjanma (पुनर्जन्म)
- Chikkhaldrayancha Mantrik (चिखलदर्यांचा मांत्रिक)
- Narakshas (नरराक्शस)
- Bhishanchaya (भीषण छाया)
- Majha Khel Mandu De (माझा खेळ मांडू दे)
- Vijhti Jyot (विझती ज्योत)

## Poemarios y cancionarios
- Varsha (वर्षा)
- Godan (गोदन)
- Rupasi (रूपसी)
- Janmajanhavi (जन्म्जान्हवी)
- Kalyanche divas fulanchya rati (कळ्यांचे दिवस फ़ुलांच्या राती)
- Toch Chandrama (तोच चन्द्रमा)
- Purvasandhya (पूर्वसंध्या)
- Ityartha (इत्यर्थ)

## Canciones
Escribió canciones para más de 300 películas :
Las primeras fueron : 
She wrote her first song for the film Ram Ram Pavna (राम राम पव्हण) en 1950.
- Reshmachya Reghanni (रेशमाच्या रेघांनी) - Laavani.
- Je ved lagale majala (जे वेड लागले मजला)
- Pavner Ga Mayela Karoo (पवनेर ग मायेला करू)

Entre las más conocidas estarían:
- Cantadas por Asha Bhosale, música de Hridaynath Mangeshkar
  - Hi vaat door jate (ही वाट दूर जाते, स्वप्नामधील गावा)
  - Jivalaga rahile re door ghar majhe (जिवलगा, राहिले दूर घर माझे)
  - Mage ubha mangesh (मागे उभा मंगेश, पुढ़े उभा मंगेश)
  - Rutu Hirva, Rutu Barva ( ऋतू हिरवा, ऋतू बरवा)
- Cantadas por Lata Mangeshkar
  - Ganaraj Rangi Nachto (गणराज रंगी नाचतो)
  - Majhya Saranga, Raja Saranga (माझ्या सारंगा, राजा सारंगा)
  - Mi dolkar dolkar, dolkar daryacha raja (मी डोलकर, डोलकर, डोलकर दर्याचा राजा)
  - Vadal vara sutla ga (वादळ वारं सुटलं गं)
- Otras
  - Jain vicharit ranfula (जाईन विचारीत रानफ़ुला)
  - Vadal vara sutla ga (वादळ वारं सुट्ल गं)

## Premios
- Soor Singaar por su canción Mage ubha mangesh (मागे उभा मंगेश, पुढ़े उभा मंगेश)
- Govt. of India award of excellent por sus composiciones del cine Bhujang (भुजंग)
- Ga Di Madgulkar award en 1996.
- Yashvantrao Chawan Pratishan Award en 2001, por su contribución a la literatura en maratí..